# Кульчар, Кристиан
Кри́стиан Ку́льчар (венг. Kulcsár Krisztián; 28 июня 1971, Будапешт, Венгрия) — венгерский фехтовальщик на шпагах, двукратный серебряный призёр Олимпийских игр в Барселоне и в Афинах в составе сборной Венгрии, трёхкратный чемпион мира и двукратный чемпион Европы.
Многие из его семьи были профессиональными спортсменами. Так, его родной дядя Дьёзё Кульчар был 4-кратным олимпийским чемпионом в 1964-72 годах и трёхкратным чемпионом мира. В детстве Кристиан пытался заниматься разными видами спорта, однако, по его собственному признанию, пример дяди стал для него решающим в выборе фехтования.  
После Олимпийских игр в Афинах решил оставить профессиональный спорт, однако спустя два года вернулся и в возрасте 36 лет стал чемпионом мира по фехтованию в личном первенстве на чемпионате мира, проходившем в 2007 году в Санкт-Петербурге. Вышел в финал чемпионата, выиграв три подряд боя с минимальным перевесом в одно очко. В финале фехтовал с французом Эриком Буассом, золотым призёром Олимпиады-2004 в Афинах в командном первенстве. В итоге Кульчар победил Буасса со счётом 15:12, завоевав золотую медаль чемпиона мира.
Женат, имеет двух дочерей и сына.
Сегодня является спортивным директором Международной федерации фехтования.